# یواس‌اس چوکان (ای‌اوجی-۵۰)
یواس‌اس چوکان (ای‌اوجی-۵۰) (به انگلیسی: USS Chewaucan (AOG-50)) یک کشتی بود که طول آن ۳۱۰ فوت ۹ اینچ (۹۴٫۷۲ متر) بود. این کشتی در سال ۱۹۴۴ ساخته شد.